# 王女と王妃
『王女と王妃』（The Princess and the Queen）はHBOのファンタジー・テレビドラマ・シリーズである『ハウス・オブ・ザ・ドラゴン』のシーズン1の第6話である。Sara Hessが脚本を書き、ミゲル・サポチニクが監督した。日本ではU-NEXTが配信した。
前話から10年後を舞台とし、レイニラ・ターガリエン、アリセント・ハイタワー、レーナー・ヴェラリオンらの配役が交代した。

## あらすじ

### キングズランディング
王の世継ぎであるレイニラ王女には第三子が生まれるも、どの子も男色の夫レーナー・ヴェラリオンには似ていない。〈王の手〉ライオネル・ストロングの世継ぎで〈王都の守人〉の総帥ハーウィンの子ではないかと噂が立つ。アリセントは出産直後で疲弊したレイニラを呼びつけて苦しめる。レイニラの子らは落とし子であるゆえに王位継承権はないと王を説得しようとする。
アリセントの子らとレイニラの子はら一緒に育つ。アリセントの第三子で次男のエイモンドにはドラゴンがおらず、アリセントの長男のエイゴンやレイニラの息子たちに豚に乗れとからかわれる。アリセントと、駆け落ちを断られ愛人となることを求められたことでかつての恋人レイニラを憎む、〈王の盾〉の騎士クリストン・コールは王位争いを予期する。アリセントは王位争いに備えるよう長男に警告する。クリストンはレイニラの子の父親ではないかとハーウィンを揶揄して殴り合いとなる。ハーウィンは〈王都の守人〉総帥を解任される
王は老いて弱る。アリセントとレイニラも出席する小評議会では〈踏み石諸島〉が三頭市とドーンの領主クォーレン・マーテルの同盟に支配されたことが議題となる。レイニラは、アリセントとの争いを鎮静化させるため、息子ジャセエリーズとアリセントの娘レイニラの婚約を提案するも、アリセントに冷たくあしらわれる。ライオネルは息子の愚行を理由として辞任を王に申し出るが、ハーウィンがレイニラの子の父親であるとの噂は口にしない。王は辞任を認めないが、三人の息子を連れて〈ハレンの巨城〉に戻ることは許可する。ハーウィンはレイニラとその息子たちに愛情のこもった別れを告げる。次男ラリス・ストロングはアリセントと密談したのち、舌を焼き切った犯罪者を解放して利用し、〈ハレンの巨城〉で火事を起こしてライオネルとハーウインが死ぬ。
レイニラとレーナ―は、老王をアリセントの影響下に残し、子を連れキングズランディングを離れてドラゴンストーンに向かう。

### ペントス
ペントスには、二人の娘を連れてデイモン王子とレーナ・ヴェラリオンが滞在する。〈踏み石諸島〉は再び三頭市とドーンの領主クォーレン・マーテルの同盟に支配されている。デイモン王子には、三頭市に対抗するペントスとの同盟の見返りに領地が提供される。長女ベイラはドラゴンに乗るも、次女レイナにはまだドラゴンがいない。レーナは難産で死を悟り、ドラゴンライダーとして死ぬために、現存する最大のドラゴン"ヴァーガー"に自分を焼き殺させる。

## 評判

### 視聴者数
HBOの放送はリアルタイムで1.86百万人が視聴した。